# Erik Blomberg (scrittore)
Erik Blomberg, nome completo Erik Axel Blomberg (Stoccolma, 17 agosto 1894 – Stoccolma, 8 aprile 1965), è stato un poeta, scrittore e critico letterario svedese.

## Biografia
Erik Blomberg nacque a Stoccolma il 17 agosto 1894, in una famiglia borghese.
Dopo essersi diplomato al ginnasio nel 1912, frequentò l'Università di Uppsala, dove ottenne la laurea in storia dell'arte nel 1919.
Successivamente, collaborò come critico d'arte con i giornali Stockholms-Tidningen 1920-1926, Stockholms Dagblad 1926-1927 e come critico letterario per Social-Demokraten 1930-1939.
La sua produzione lirica si caratterizzò dalla qualità piuttosto che dalla quantità. Blomberg si dimostrò un poeta esigente,  meticoloso, coscienzioso e quindi lavorava lungamente alle sue opere prima di pubblicarle. Tra una stampa di collezioni originali e un'altra si dedicò alla traduzione di poesie straniere.
Come traduttore, Blomberg si occupò delle opere poetiche francesi (Charles Baudelaire), inglesi (William Shakespeare, Robert Burns, John Keats, William Blake, William Butler Yeats, Thomas Stearns Eliot), tedesche e cinesi.
Nel 1960 ricevette il Premio alla traduzione dell'Accademia svedese.
Blomberg risultò una delle personalità più problematiche della letteratura scandinava: ai suoi esordì evidenziò un'intensa spiritualità panteistica, con alcuni elementi spinoziani, come dimostrarono i Canti della solitudine (Ensamhetens sånger, 1918), L'uomo e il Dio (Människan och guden, 1919), La terra (Jorden, 1920) e Il Dio prigioniero (Den fångne guden, 1927).
Sempre più seguace, politicamente, del marxismo,aderì alla corrente de Le Groupe Clarté, guidata dall'attivista politico francese Henri Barbusse. Secondo Blomberg, uno dei compiti principali dello scrittore era di rappresentare la realtà dei lavoratori, le contraddizioni sociali e politiche nella società.
Come critico letterario, Blomberg elogiò gli scrittori della scuola proletaria, come Jan Fridegård, Ivar Lo-Johansson e Vilhelm Moberg, e allo stesso tempo, fu critico del modernismo letterario.
Il suo poema Gravskrift (Epitaffio) fu scritto in seguito alle sparatorie di Ådalen nel 1931, quando cinque persone furono uccise dopo che le forze armate aprirono il fuoco contro una manifestazione di lavoratori scioperanti. Il poema è inciso nella lapide delle cinque vittime e divenne uno dei più famosi poemi politici svedesi.
Dopo un silenzio di dodici anni, pubblicò la raccolta Gli occhi della notte (Nattens ögon, 1943), nella quale si allontanò dalla ricerca religiosa, esprimendo invece un'angoscia per la situazione internazionale illuminata dall'ispirazione sociale.
Lo stile concentrato e aforistico caratterizzò anche la sua ultima raccolta, intitolata Occhi, apritevi (Öppna er, ögon, 1962), in cui il pessimismo venne edulcorato da una più serena visione della vita.
Come critico d'arte, la sua monografia più significativa fu quella dedicata al pittore svedese Ernst Josephson (1959).
Blomberg morì a Stoccolma l'8 aprile 1965 e fu sepolto a Skogskyrkogården.

## Opere
- Canti della solitudine (Ensamhetens sånger, 1918);
- L'uomo e il Dio (Människan och guden, 1919);
- La terra (Jorden, 1920);
- Il Dio prigioniero (Den fångne guden, 1927);
- Gravskrift (Epitaffio, 1931);
- Gli occhi della notte (Nattens ögon, 1943);
- Occhi, apritevi (Öppna er, ögon, 1962).